# Arthroleptis wahlbergii
Arthroleptis wahlbergii är en groddjursart som beskrevs av Smith 1849. Arthroleptis wahlbergii ingår i släktet Arthroleptis och familjen Arthroleptidae. IUCN kategoriserar arten globalt som livskraftig. Inga underarter finns listade i Catalogue of Life.